# The Human Tornado
The Human Tornado is een Amerikaanse komische blaxploitationfilm uit 1976, onder regie van Cliff Roquemore. De film is een vervolg op Dolemite.

## Verhaal
De echtgenote van de sheriff heeft een buitenechtelijke relatie met Dolemite. Wanneer de sheriff daarachter komt, beveelt hij een van zijn hulpsheriffs om haar te doden om vervolgens de moord in de schoenen van Dolemite te schuiven. Dolemite vlucht naar Californië, op de hielen gezeten door de sheriff.

## Rolverdeling
| Acteur         | Personage       | Opmerkingen        |
| -------------- | --------------- | ------------------ |
| Rudy Ray Moore | Dolemite        |                    |
| Gloria Delaney | Hurricane Annie | als Glorya De Lani |
| Lady Reed      | Queen Bee       |                    |
| Howard Jackson | Himself         |                    |